# John Tuzo Wilson
John Tuzo Wilson (24 d'octubre de 1908 - 15 d'abril de 1993) fou un geofísic i geòleg canadenc que obtingué reconeixement mundial per les seves contribucions a la teoria de la tectònica de plaques. Va afegir el concepte de punts calents, regions volcàniques més actives i amb temperatura de mantell superior al mantell circumdant. També va concebre la falla transformant, un límit de placa important on dues plaques es mouen horitzontalment i tangencial.
El seu nom s'atorgà a dos joves volcans submarins canadencs anomenats els Monts Submarins Tuzo Wilson. El cicle d'expansió i contracció del fons marí de Wilson (associat amb el cicle del supercontinent) porta el seu nom. Una de les dues grans províncies de baixa velocitat de cisallament va rebre el nom de Tuzo en honor seu, l'altra es va anomenar Jason en honor de W. Jason Morgan, qui va desenvolupar el treball de Wilson de la teoria de plomes.

## Carrera
L'any 1936, Wilson es va unir al Geological Survey of Canada com a geòleg del govern, feina interrompuda per la Segona Guerra Mundial, durant la qual va incorporar-se als Enginyers Reials del Canadà, servint a Europa i arribant al rang de coronel. Durant l'hivern 1945-46 hi participà en l'Operació Musk Ox. Pel seu servei en temps de guerra, fou nomenat Oficial de l'OBE.
El 1946 va ser nomenat primer professor de Geofísica a la Universitat de Toronto.
Feu contribucions significatives a la teoria de la tectònica de plaques, afegint un concepte de punts calents, regió calenta sota l'escorça (com el punt calent de Hawaii). La tectònica de plaques és la teoria científica que les capes externes rígides de la Terra (escorça i part del mantell superior), la litosfera, es divideixen en uns 13 trossos o "plaques" que es mouen independentment sobre l'astenosfera més feble. Wilson va sostenir que les illes Hawaii es van crear quan una placa tectònica (que s'estenia per gran part de l'oceà Pacífic) es va desplaçar cap al nord-oest sobre un punt calent fix, generant una llarga sèrie de volcans. També va concebre la falla transformant, un límit de placa important on dues plaques es mouen horitzontalment l'una al costat de l'altra (per exemple, la falla de San Andrés).
El cicle de Wilson d'expansió i contracció del fons marí (associat amb el cicle del supercontinent) porta el seu nom, en reconeixement de la seva observació icònica que l'actual oceà Atlàntic apareix al llarg d'una antiga zona de sutura i el seu desenvolupament en un article clàssic de 1968. L'amic i col·lega de Wilson, Kevin C.A. Burke va popularitzar en 1975 el nom de "cicle de Wilson" als fenòmens descrits en l'anterior article.
El seu nom va ser donat a dos joves volcans submarins canadencs anomenats les muntanyes submarines Tuzo Wilson.
Wilson fou president de la Unió Internacional de Geodèsia i Geofísica (IUGG) entre 1957 i 1960.
El 1967 va esdevenir director de l'Erindale College, ara conegut com a Universitat de Toronto Mississauga. El 1974 va marxar per convertir-se en director general del Centre de Ciències d'Ontario. El 1983 va esdevenir rector de la Universitat de York, a Toronto.